# Coste indirecto
Coste indirecto es aquel costo que afecta al proceso productivo en general de uno o más productos, por lo que no se puede asignar directamente a un solo producto sin usar algún criterio de asignación. Por ejemplo, alquiler de una nave industrial o salario de personal administrativo. 
Es decir, no lo podemos asignar únicamente, a una unidad de referencia concreta. Sino a criterios más generales, que dependen en cierta manera del tipo de producción. Como el gasto de electricidad, agua, almacenamiento, climatización, etc. de un proceso de producción. Están en contraste con el coste directo.
- Datos: Q659256